# Анналы хирургической гепатологии
Анна́лы хирурѓической гепатоло́гии — авторитетный российский научно-практический медицинский журнал, рассчитанный на широкий круг врачей-хирургов и врачей смежных специальностей, по роду своей деятельности занимающихся хирургическими заболеваниями печени, поджелудочной железы и желчных протоков.
В издании публикуются обобщающие статьи по актуальным вопросам хирургической гепатологии, написанные ведущими специалистами стран СНГ и дальнего зарубежья, обзорные статьи, оригинальные работы, случаи из практики, а также статьи, содержащие результаты экспериментальных исследований. На страницах журнала проходит дискуссии по наиболее спорным вопросам гепатобилиарной хирургии, в рамках которой своё мнение излагают многие крупные специалисты постсоветского пространства. В журнале «Анналы хирургической гепатологии» печатаются отчеты и резолюции конференций, а также рефераты статей иностранных журналов.
Входит в Список научных журналов ВАК Минобрнауки России, рекомендованных для публикации результатов кандидатских и докторских диссертаций.

## История журнала
Журнал выходит с 1996 года.

## Структура журнала
В настоящее время журнал содержит несколько постоянных рубрик:
- Печень
- Желчные пути
- Поджелудочная железа
- Обзор литературы
- Клинические наблюдения
- Дискуссии
- Рецензии
- Рефераты иностранных журналов
- Юбилеи
- Некролог
- Хроника

## Редколлегия

### Главный редактор
Гальперин Э. И. — доктор медицинских наук, профессор, заведующий курсом хирургической гепатологии при кафедре хирургии ФППОв Первого московского государственного медицинского университета имени И. М. Сеченова; Почётный Президент МОО «Ассоциация хирургов-гепатологов».

### Члены редколлегии
- Вишневский В. А., доктор медицинских наук, профессор, руководитель отделения абдоминальной хирургии ФГБУ Институт хирургии им. А. В. Вишневского; Президент МОО «Ассоциация хирургов-гепатологов» — заместитель главного редактора
- Данилов М. В., д.м.н., профессор кафедры хирургии ФППОв Первого МГМУ им. И. М. Сеченова — заместитель главного редактора
- Кармазановский Г. Г., доктор медицинских наук, профессор, руководитель отдела лучевой диагностики ФГУ Институт хирургии им. А. В. Вишневского — заместитель главного редактора — распорядительный директор
- Ветшев С. П., кандидат медицинских наук, доцент кафедры факультетской хирургии I лечебного факультета Первого МГМУ им И. М. Сеченова — научный редактор
- Дюжева Т. Г., доктор медицинских наук, профессор, заведующая отделом хирургии печени Первого МГМУ им. И. М. Сеченова; Генеральный секретарь МОО «Ассоциация хирургов-гепатологов» — ответственный секретарь
- Ахаладзе Г. Г., доктор медицинских наук, профессор, главный научный сотрудник отдела хирургии печени Первого МГМУ им. И. М. Сеченова
- Буриев И. М., доктор медицинских наук, профессор, руководитель отдела хирургии Филиала «Мединцентра» ГлавУПДК при МИД РФ
- Ветшев П. С., доктор медицинских наук, профессор, заместитель директора ФГУ «Национальный медико-хирургический центр им. Н.И Пирогова»

- Готье С. В., академик РАМН, доктор медицинских наук, профессор, директор ФНЦ Трансплантологии и искусственных органов имени академика В. И. Шумакова
- Емельянов С. И., доктор медицинских наук, профессор, заведующий кафедрой эндоскопической хирургии ФПДО МГМСУ, главный врач Больницы Центросоюза
- Журавлёв В. А., член-корреспондент РАМН, доктор медицинских наук, профессор, заведующий кафедрой хирургии Института послевузовского образования Кировской Медицинской Академии
- Котовский А. Е., доктор медицинских наук, профессор кафедры хирургии ФППОв Первого МГМУ им. И. М. Сеченова
- Кубышкин В. А., академик РАМН, доктор медицинских наук, профессор, директор Института хирургии им. А. В. Вишневского; Вице-президент МОО «Ассоциация хирургов-гепатологов»
- Патютко Ю. И., доктор медицинских наук, профессор, заведующий хирургическим отделением опухолей печени и поджелудочной железы ФГБУ Российский Онкологический Научный Центр им. Н. Н. Блохина РАМН
- Цвиркун В. В., доктор медицинских наук, профессор, заместитель главного врача по научной работе ФГУЗ «Клиническая больница № 119 ФМБА России»
- Шаповальянц С. Г., доктор медицинских наук, профессор, заведующий кафедрой госпитальной хирургии № 2 РНИМУ им. Н. И. Пирогова
- Шулутко А. М., доктор медицинских наук, профессор, заведующий кафедрой факультетской хирургии № 2 Первого МГМУ им. Сеченова[2]

### Редакционный совет
- Альперович Б. И. (Томск, Россия)
- Ахмедов С. М. (Душанбе, Таджикистан)
- Багненко С. Ф. (Санкт-Петербург, Россия)
- Баймаханов Б. Б. (Алматы, Казахстан)
- Бебезов Б. Х. (Бишкек, Киргизия)
- Бебуришвили А. Г. (Волгоград, Россия)
- Вафин А. З. (Ставрополь, Россия)
- Веронский Г. И. (Новосибирск, Россия)
- Винник Ю. С. (Красноярск, Россия)
- Власов А. П. (Саранск, Россия)
- Гранов А. М. (Санкт-Петербург, Россия)
- Гришин И. Н. (Минск, Белоруссия)
- Заривчатский М. Ф. (Пермь, Россия)
- Каримов Ш. И. (Ташкент, Узбекистан)
- Красильников Д. М. (Казань, Россия)
- Лупальцев В. И. (Харьков, Украина)
- Мамакеев М. М. (Бишкек, Киргизия)
- Назыров Ф. Г. (Ташкент, Узбекистан)
- Ничитайло М. Е. (Киев, Украина)
- Оноприев В. И. (Краснодар, Россия)
- Полуэктов В. Л. (Омск, Россия)
- Прудков М. И. (Екатеринбург, Россия)
- Сейсембаев М. А. (Алматы, Казахстан)
- Совцов С. А. (Челябинск, Россия)
- Тимербулатов В. М. (Уфа, Россия)
- Третьяк С. И. (Минск, Белоруссия)
- Тулин А. И. (Рига, Латвия)
- Чугунов А. Н. (Казань, Россия)
- Штофин С. Г. (Новосибирск, Россия)[2]